# Deadmarch: Initiation of Blasphemy
Deadmarch: Initiation of Blasphemy es el primer álbum de la banda sueca The Project Hate MCMXCIX. Fue grabado en 1998 bajo el nombre de "Deadmarch", producido por Tomas Skogsberg y Lord K. Philipson. Aunque fue grabado en 1998, el álbum fue oficilamente lanzado en el 2005 a través Vic Records.

## Lista de canciones
1. «Angels Misled» - 7:10
2. «Bloodstained» - 6:09
3. «The Crucified Starts to Reek» - 7:00
4. «Divinity Erased» - 6:35
5. «Everloving» - 6:42
6. «So I Mourn» - 6:03
7. «Soulrain» - 5:54
8. «Sear the Son» - 6:04

## Integrantes
- Lord K. Philipson - guitarra, batería
- Mikael - voz (en la versión relanzada)
- L Goran Petrov - voz (en la versión original)
- Mia Ståhl - voz
- Kenneth - guitarra